# Ovida Delect
Ovida Delect (Caen, 24 aprile 1926 – Coutances, 9 ottobre 1996) è stata una poetessa e politica francese comunista, membro della resistenza francese durante la seconda guerra mondiale. Fu anche una donna trans e scrisse un'autobiografia in due volumi sulla propria vita, in cui identificava somiglianze tra la sua esperienza e quella di Christine Jorgensen. Delect recitò in un documentario, che portò le esperienze delle donne trans nel più ampio canone delle donne nel cinema francese.

## Biografia
Delect nacque a Caen il 24 aprile 1926. Il suo nome anagrafico era Jean-Pierre Voidies. All'inizio degli anni '40, Ovida era studentessa al Lycée Malherbe e viveva in rue Laumonnier a Caen. Victoria Thérame affermò, nella prefazione all'opera di Delect La vocation d'être femme, itinéraire d'une transexuelle vécue, che:

### Resistenza e prigionia

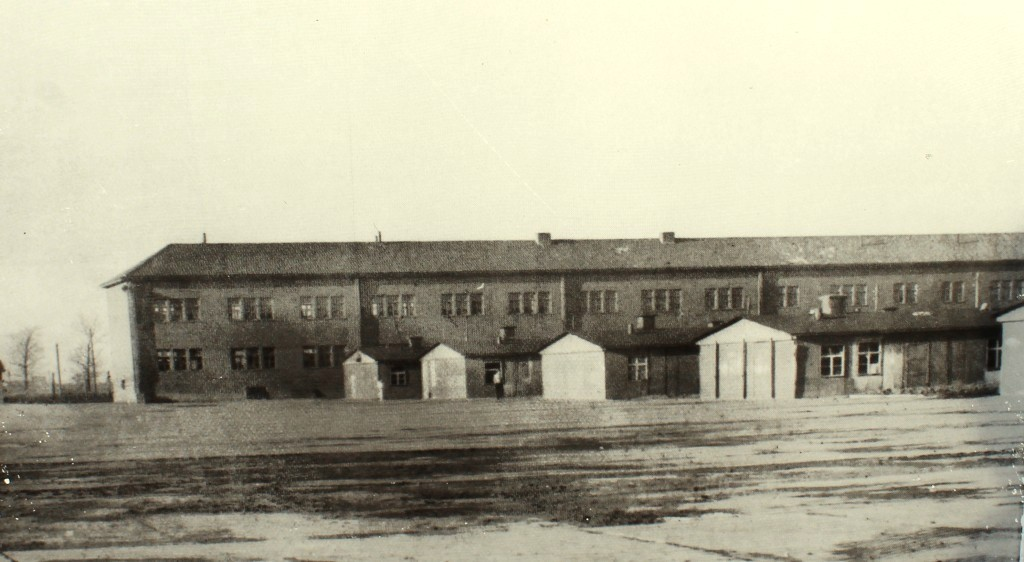
Campo di concentramento di Neuengamme

Mentre era al Lycée Malherbe, Delect fondò un piccolo gruppo di resistenza con un certo numero di altri studenti: Roger Câtel, Bernard Duval, Bernard Boulot, Claude Lunois e Jean-Paul Mérouze. Il gruppo era aggregato al Fronte Nazionale, movimento creato dal Partito Comunista Francese (PCF). Fece finta di essere membro della Gioventù Popolare Nazionale, una branca del Raggruppamento Nazionale Popolare, presentandosi come sostenitrice della collaborazione con i tedeschi. Riuscì a rubare documenti importanti e creare gravi disordini nei ranghi di questa organizzazione diffondendo notizie e informazioni false. Queste azioni la portarono all'arresto da parte della Gestapo il 23 febbraio 1944, insieme a molti dei suoi compagni. Fu torturata per almeno dieci giorni al 44 di rue des Jacobins, prima di essere deportata in Germania. Sotto tortura, non denunciò i suoi compagni. Fu deportata e imprigionata nel campo di concentramento di Neuengamme.

### Dopoguerra

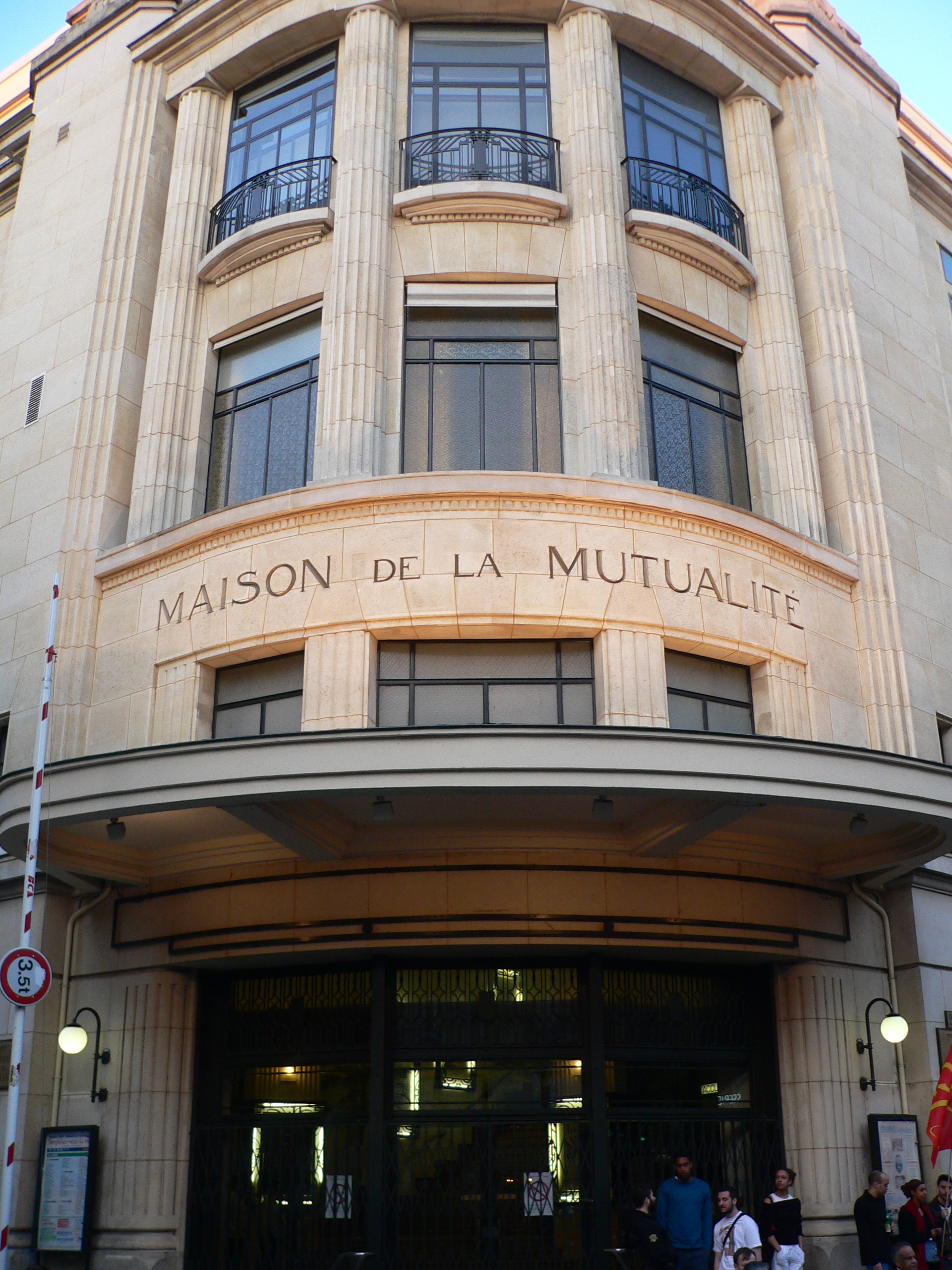
Maison de la Mutualité

Dopo la guerra, Delect tornò ai suoi studi e ottenne il secondo baccalauréat nel 1946. Iniziò a pubblicare le sue poesie di resistenza su giornali locali. Vinse il Premio Paul Valéry nel 1946 e una sua opera fu letta alla Maison de la Mutualité. Lasciò Caen per studiare a Parigi, dove formò un circolo di poeti. Incontrò Paul Éluard, che lesse Poème des temps nouvelles alla Mutualité. Per sopravvivere a Parigi, lavorò in quelli che descrisse come "piccoli lavoretti" nella sua biografia. Superò l'esame di ammissione all'École normale supérieure e divenne insegnante di letteratura.
Durante l'estate del 1952 a Hyères conobbe la sua futura moglie Huguette, una maestra d'asilo di Sarthe. Sebbene non si chiamasse ancora pubblicamente Ovida, confidò la sua identità ai suoi amici e alla moglie e discusse pubblicamente le sue aspirazioni poetiche e umanistiche. Sia lei che Huguette lavoravano come insegnanti. Ebbero un figlio insieme, Jean-Noel.
Nel 1953, Ovida lesse sulla stampa della transizione di Christine Jorgensen e, secondo quanto riferito, rimase scioccata dalla somiglianza tra le loro vite.
All'inizio degli anni '60, Delect, con il suo nome di battesimo Jean-Pierre Voidies, divenne sindaco di Freneuse, una città di 2.800 abitanti dell'Île-de-France. Alla fine degli anni '60, Delect scrisse La Demoiselle de Kerk, un romanzo in prosa poetica che racconta la storia di una giovane ragazza durante l'occupazione a Caen. Definì l'opera come "un'autobiografia trasposta."

### Transizione
All'età di 55 anni, Ovida si ritirò, fece una transizione sociale e scelse lo pseudonimo che usò dal 1975, Olivia Ovida Delect. Continuò a vivere con Huguette Voidies, sua moglie, e il loro figlio a Saint Pierre Alizay.
Delect decise all'età di 60 anni di partecipare alle riprese di un documentario diretto da Françoise Romand, intitolato Appelez-moi Madame. Il film fu trasmesso nel 1986.

Alla fine degli anni '80, la storica Christine Bard incontrò Delect, intervenuta alla Maison des Femmes di Parigi per leggere le sue poesie. Nel suo libro Ce que soulève la jupe: identités, transgressions, résistances, Bard scrisse di come 
Delect morì il 9 ottobre 1996.

## Eredità

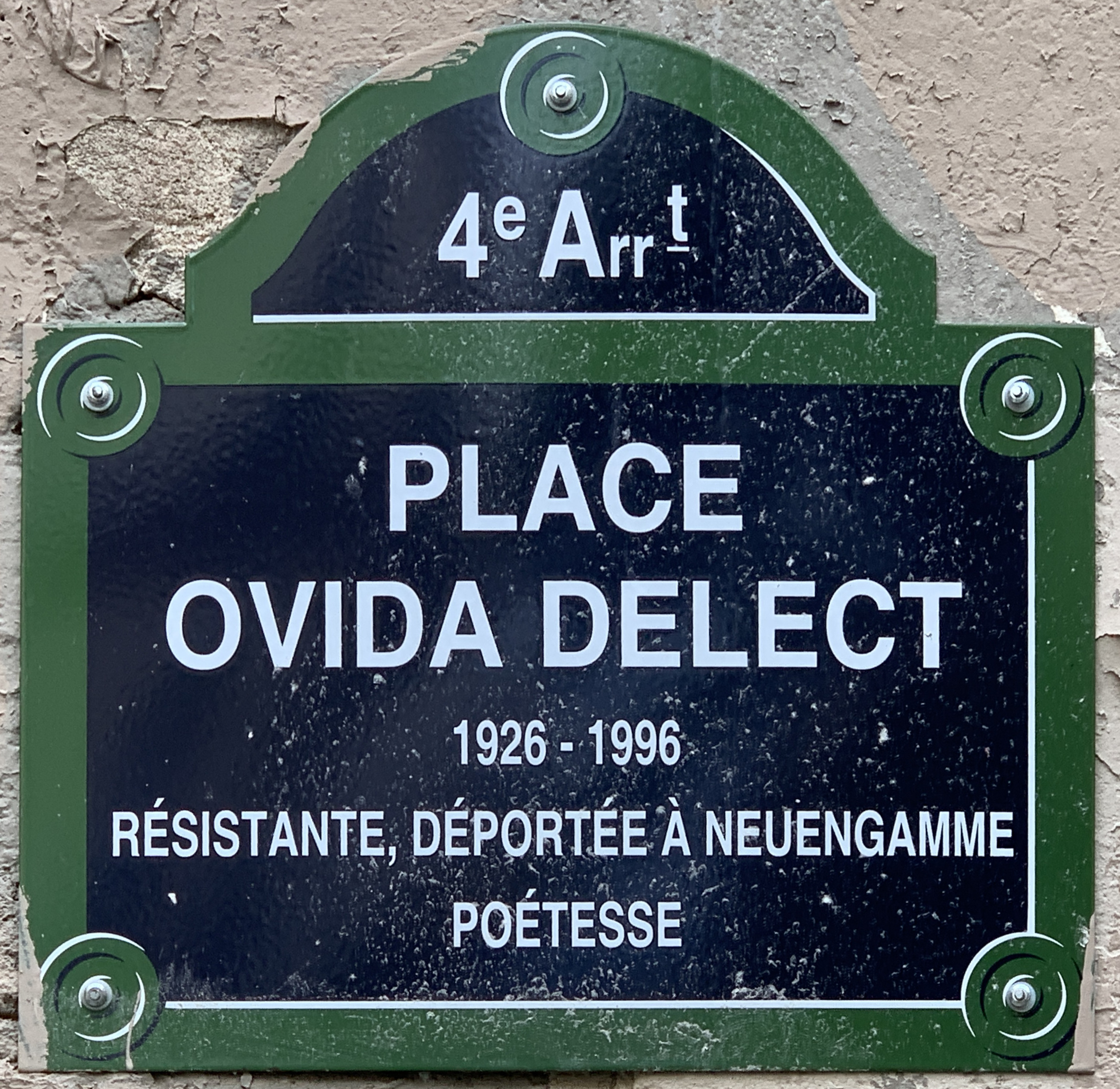
Targa che dedica una via a Ovida Delect a Parigi. La targa recita: "Membro della Resistenza, deportata a Neuengamme, poetessa".

Il 19 giugno 2019 a Parigi, nel 4º arrondissement, fu inaugurata Place Ovida-Delect, una piazza che si trova all'incrocio tra rue des Blancs Manteaux e rue des Archives. L'inaugurazione fu programmata in concomitanza con il 41º anno della Marcia del Pride di Parigi e il 75º anniversario della Liberazione di Parigi.
La vita di Delect è anche riconosciuta come importante nella lotta che le donne trans hanno dovuto affrontare per l'integrazione nella società francese. Fu una scrittrice prolifica, producendo più volumi di poesie nel corso della propria vita, oltre a due volumi di autobiografia.
L'apparizione di Delect nel documentario Appelez-moi Madame è stata riconosciuta come un punto importante nella storia delle donne nel cinema francese. Tuttavia non tutte le recensioni sono state positive, inclusa una recensione transfobica di Armond White che ha messo in dubbio l'identità di Delect e ha descritto la sua poesia come "brutta".

## Opere

### Autobiografie
- Ovida Delect, La prise de robe: Itinéraire d'une transsexualité vécue, Quincy-sous-Sénart, Ovida Delect, 1982.
- Ovida Delect, La Vocation d'être femme: itinéraire d'une transsexualité vécue, Parigi, L'Harmattan, coll. « sexualité humaine », 1996, 384 p. (ISBN 2-7384-4687-6)

### Poesie, raccolte e altre opere
- Ovida Delect, Il y en a que j'aime tant, Saint-Martial-de-Nabirat, Hubert Laporte, 1989. (ISBN 2-87797-003-5)
- Ovida Delect, L'Accomplie de la belle heure vive..., Saint-Pierre-du-Vauvray, Ovida Delect, 1981.
- Ovida Delect, Sucres de feu, soupes d'agonie, Parigi, Barré et Dayez, 1989.
- Ovida Delect, La bille de verre, Quincy-sous-Sénart, Ovida Delect, 1987.
- Ovida Delect, Les chevaux de frise couraient sur l'hippodrome: A travers croix, têtes de mort, coups et bombes, une jeunesse résistante, Parigi, L'Harmattan, coll. « Destins vécus », 1994. (ISBN 2-7384-2946-7)
- Ovida Delect, Dans la grande fête, Sainte-Geneviève-des-Bois, Maison rhodanienne de poésie, coll. « Rencontres artistiques et littéraires », 1978.
- Ovida Delect, Giboulée de bonheur, Saint-Pierre-du-Vauvray, Ovida Delect, 1979.
- Ovida Delect, Le jardin de Clélie, Quincy-sous-Sénart, Ovida Delect, 1991.
- Ovida Delect, Krach et autres poèmes de la nouvelle résistance: pour la solidarité internationale des travailleurs..., Regnéville-sur-Mer, Ovida Delect, 1992.
- Ovida Delect, Les Météores qui chantent ou la Caresse du pays de toutes choses, Saint-Pierre-du-Vauvray, Ovida Delect, 1983.
- Ovida Delect, Ovida et le bonheur-multitude, Édition Sainte-Geneviève-des-Bois, Maison rhodanienne de poésie, 1976.
- Ovida Delect, La Petite gabegie farfelue, Parigi, Saint-Germain-des-Prés, coll. « À l'écoute des sources », 1986. (ISBN 2-243-02835-2)
- Ovida Delect, Les villes qui changeaient dans le fleuve des histoires, Regnéville-sur-Mer, Ovida Delect, 1993.
- Ovida Delect, Un Voyage dans le Graal, Sainte-Geneviève-des-Bois, Maison rhodanienne de poésie, coll. «Rencontres artistiques et littéraires», 1974.

## Filmografia
- Appelez-moi Madame, regia di Françoise Romand (1986)